# 米西尔梅里
米西尔梅里（義大利語：Misilmeri），是意大利西西里大区巴勒莫广域市的一个市镇。总面积69平方公里，人口27755人，人口密度402.2人/平方公里（2009年）。ISTAT代码为082048。